# Juno Awards 1973
I Juno Awards 1973 sono stati la 4ª edizione dell'omonimo premio musicale. La cerimonia di premiazione si è tenuta all'Inn on the Park di Toronto.

## Vincitori
Cantante dell'anno
- Anne Murray per la categoria femminile
- Gordon Lightfoot per la categoria maschile

Gruppo dell'anno
- Lighthouse

Compositore dell'anno
- Gordon Lightfoot

Outstanding Performance
- Ginette Reno per la categoria femminile
- Bob McBride per la categoria maschile
- Edward Bear per la categoria gruppi

Cantante folk dell'anno
- Shirley Eikhard per la categoria femminile
- Stompin' Tom Connors per la categoria maschile

Gruppo folk dell'anno
- The Mercey Brothers per la categoria gruppi

Album dell'anno
- Anne Murray per Annie 

Singolo dell'anno
- Edward Bear per "Last Song" 